# جمهرة الأمثال (كتاب)
جمهرة الامثال موسوعة علمية ادبية  تحتوي على مجموعة كبيرة من الامثال العربية وقد جمع المصنف كتابه على حروف الأبجدية، يأتي بالمثل ويبين اصله وقائله إن عرف وعلى أي شيء يصدق ويشرح معانيه